# Конституционный закон Югославии 1953 года
Конституционный закон Югославии 1953 года (полное название Конституционный закон «Об основах общественно-политического устройства Федеративной Народной Республики Югославии и федеральных органах власти» от 13 января 1953 года; сербохорв. Уставни закон о основама друштвеног и политичког уређења Федеративне Народне Републике Југославије и савезним органима власти) — представлял собой большой пакет поправок к Конституции ФНРЮ 1946 года с целью введения института рабочего самоуправления в конституционное право Югославии. Конституция 1946 года с этими поправками оставалась в силе до принятия следующей Конституции СФРЮ 1963 года.
Некоторыми исследователями и историками Конституционный закон 1953 года ввиду его масштаба и политического значения рассматривается в качестве самостоятельной югославской конституции (как второй по счёту).

## Описание
Конституционный закон зафиксировал большие экономические и политические изменения, произошедшие в стране в течение 1950—1952 годов, после случившегося политического раскола во взаимоотношениях между Югославией и СССР. Закон провозгласил общественную собственность на средства производства и право трудящихся на самоуправление в качестве основы конституционного строя Югославии. Закреплялся запрет на вмешательство государственных органов в экономику производственных предприятий, которые управлялись их трудовыми коллективами, а получаемая прибыль расходовалась и распределялась ими самостоятельно. Конституционные положения предусматривали несколько новых форм социалистической прямой демократии: рабочие советы, советы производителей в народных скупщинах и народных комитетах, собрания избирателей, референдумы, исполнительные советы, республиканские, районные и городские советы. Конституционный закон упразднил правительство и министерства и заменил их исполнительными советами и государственными секретариатами. Цель этих изменений заключалась в том, чтобы исполнительный совет стал носителем политико-исполнительной функции и разгрузил административные дела.
Конституционные поправки, предусмотренные законом, были одобрены на шестом съезде Союза коммунистов Югославии. Закон частично разделил партийные и государственные политические функции, расширил некоторые гражданские и политические права лиц, а также предоставил республикам, входящим в состав федерации, экономическую и политическую самостоятельность в отдельных сферах. Была учреждена Союзная народная скупщина, состоявшая из двух палат: Союзное вече — непосредственно представлявшее интересы республик, и Вече производителей — представлявшее интересы производственных предприятий и рабочих групп. Высшим органом исполнительной власти становилось Союзное исполнительное вече (сербохорв. SIV/СИВ), возглавляемое президентом страны. Союз коммунистов сохранил за собой исключительный политический контроль и монопольное право на формирование всех органов власти из числа своих членов.
Конституционный закон был фактически провозглашён хартией общественного самоуправления, все последующие конституции Югославии будут совершенствовать и развивать этот институт, провозгласив его неотъемлемой частью государственного устройства страны.